# パディ・ロイ・ベーツ
パディ・ロイ・ベーツ（Paddy Roy Bates、1921年8月29日 - 2012年10月9日）は、元イギリス陸軍少佐でシーランド公国の建国者。自らはロイ・ベーツ公（H.R.H. Prince Roy, The Prince of Sealand）を名乗っていた。

## 来歴

### 海賊放送業者
1921年にロンドンに生まれる。イギリス陸軍に入隊し、第二次世界大戦では第8軍に所属し北アフリカ戦線、モンテ・カッシーノの戦いに従軍した。戦後は陸軍を退役し、漁師となった。
1965年、海上トーチカのマンセル要塞の一つ「ノック・ジョン・タワー」を占拠していた海賊放送のスタッフを追い出し、残されたアメリカ空軍のラジオビーコンを使用し、海賊放送「ラジオ・エセックス」を開業した。翌1966年10月、無線電信法違反で100ポンドの罰金支払い命令を受けた後、局名を「ブリティッシュ・ベター・ミュージック・ステーション(BBMS)」に改名した。その後もベーツは営業を続けるが、資金不足により12月25日に放送を停止した。

### シーランド大公

#### シーランド建国
放送停止後、ベーツはイギリス領海外にある「ラフス・タワー」に移動したが、その後も放送は停止したままだった。1967年8月14日に海洋放送法が施行され、マンセル要塞からのラジオ放送が禁止された。海洋放送法施行の19日後の9月2日、ベーツは「ラフス・タワー」の独立を宣言しシーランド公国を建国した。
1968年、海賊放送「ラジオ・キャロライン」のローラン・オライリーがシーランドの占拠を試み、これに対し火炎瓶と拳銃で応戦し阻止した。その際、騒ぎを聞き駆け付けたイギリス海軍に対し、息子のマイケル公太子が「シーランドへの領海侵犯」として警告射撃したためベーツ父子は逮捕された。
逮捕後、ベーツ父子は不法占拠の罪で訴えられるが、イギリスの裁判所は「シーランドはイギリスの領海外であり、かつ、今まで領有権を主張してこなかった」ためイギリス司法の管轄外として父子を釈放した。裁判所の判断を受け、ベーツは「イギリスがシーランドの主権を認めた」と主張し、1975年には憲法・国旗・国歌を制定した。

#### クーデター
1978年8月、カジノを開設するためドイツ人投資家のアレクサンダー・アッヘンバッハを招き首相に任命した。しかし、アッヘンバッハはクーデターを画策し、ベーツ夫妻がイギリスに滞在していた隙に数名の仲間と共にシーランドを襲撃し、マイケルを人質とした。これに対し、ベーツは陸軍時代の人脈を活用し、20名の有志を引き連れヘリコプターでシーランドに乗り込みクーデターを鎮圧した。
ベーツはクーデターに参加したドイツ人・オランダ人を解放したが、シーランドのパスポートを所有していたアッヘンバッハに対しては、シーランドの国家反逆罪を適用し罰金75,000マルクの支払いを命じた。西ドイツはイギリスに即時釈放を求めたが、「シーランドはイギリスの主権外地域」と回答されたため、シーランドに外交官を派遣し釈放を求めた。ベーツは西ドイツの対応を「西ドイツがシーランドを国家として承認した証」と判断し、アッヘンバッハの釈放に応じた（西ドイツはシーランドの国家承認を否定している）。

### 死去
晩年はイギリスに隠棲し、シーランドの管理は摂政公太子のマイケルが引き継いだ（ただし、マイケルもイギリスに在住している）。
2012年10月9日、アルツハイマー型認知症を患っていたベーツはリー・オン・シーにある高齢者福祉施設で死去した。サウスエンド＝オン＝シーで葬儀が執り行われた。